# Герб Алуксненского края
Герб А́луксненского края — официальный символ Алуксненского края, одного из краёв Латвии. Утверждён 26 мая 2010 года.

## Описание и символика
В пурпурном поле, лазурная оконечность которого отделена чёрно-серебряным узким стропилом цветов пограничного столба, повышенная чёрная книга с золотой оправой и надписью «A.D./1689».
Пурпурное поле и Библия цитируют герб города Алуксне — административного центра края. Лазурное поле символизирует воды края и экологическую чистоту. Стропило цветов пограничного знака означает, что край пограничный. Также стропило символизирует развитие.
Автор эталона — Иварс Вецанс.

## История
В конце лета 2009 года Алуксненский муниципалитет объявил конкурс на разработку дизайна герба, на который было представлено более 30 различных эскизов. Жители округа и жюри высказали свое мнение по поводу предложенных эскизов и был избран вариант, представленный местным художником Иварсом Вецансом. За основу герба края взят герб города Алуксне, из которого было удалено изображение мечей и в нижней части добавлено синее треугольное основание. 
После согласования в Геральдической комиссии Латвии описание герба края было утверждено 26 мая 2010 года президентом и министром культуры Латвии. Позднее символы Ауксненского края и входящих в его состав волостей и города Алуксне подтверждены Обязательными правилами № 12/2014 «Об использовании символики Алуксненского края», утверждёнными Думой Алуксненского края 27 мая 2014 года решением № 187. 